# Hans Jakob von Koseritz
Hans Jakob von Koseritz (* 10. März 1610 in Burgkemnitz; † 10. April 1648 in Wittenberg) war ein Mitglied der Fruchtbringenden Gesellschaft.

## Leben
Koseritz war der Sohn des kursächsischen Hofrichters Daniel von Koseritz und dessen Ehefrau Martha von Köler.
Ab 17. April 1618 besuchte Koseritz die Universität Wittenberg und am 17. November 1634 immatrikulierte er sich an der Universität Leiden.
Am 18. November 1639 wurde er zusammen mit seinem Bruder Hans Georg von Koseritz von Fürst Ludwig I. von Anhalt-Köthen in die Fruchtbringende Gesellschaft aufgenommen. Dieser verleiht ihm den Gesellschaftsnamen der Bindende und die Devise junge Weinranken. Als Emblem werden ihm Binsen im Ufermorast zugedacht. Im Köthener Gesellschaftsbuch findet sich der Eintrag Koseritz unter der Nr. 348.
Koseritz hatte das halbe Lehen von Burg- und Neukemnitz inne, das seit 1549 in Familienbesitz war.
Am 22. März 1641 heiratete Koseritz Henriette Sophie von der Asseburg (1611–1685); nach ihrem Tod ließ er für sie in der Kirche Burgkemnitz ein großes sandsteinernes, mit reicher Ornamentik sowie Inschriftenfeld versehenes Epitaph errichten.
Sieben Jahre später starb Hans Jakob von Koseritz im Alter von 38 Jahren am 10. April 1648 in Wittenberg.